# 雷氏新銀魚
雷氏新銀魚，為輻鰭魚綱胡瓜魚目銀魚科新銀魚屬的其中一種，被IUCN列為易危保育類動物，分布於亞洲日本九州有明海淡水、半鹹水、海域，體長可達7公分，棲息在底層水域，會進行洄游，生活習性不明。

## 扩展阅读
維基物種上的相關：雷氏新銀魚